# Around
Albums de AAA
All
(2007) DepArture
(2009)
Singles
Around est le 3ealbum du groupe AAA, sorti sous le label Avex Trax le 19 septembre 2007 au Japon. Il atteint la 8e place du classement de l'Oricon. Il se vend à 20 254 exemplaires la première semaine et reste classé pendant 5 semaines, pour un total de 28 242 exemplaires vendus. Il sort en format CD et CD+DVD.

## Liste des titres
| 1.  | Get CHU! (Get チュー!)                      | Gorô Matsui      | Takumi Ishida          | 3:52 |
| 2.  | SUNSHINE                                    | Delicatessen     | Hyoutan (Delicatessen) | 3:55 |
| 3.  | SHE no Jijitsu (SHEの事実)                  | Mao Inoue        | すみだしんや           | 3:24 |
| 4.  | Deai no Chikara II (出逢いのチカラII)       | Kenn Kato        | Takumi Ishida          | 4:26 |
| 5.  | Kuchibiru Kara Romantica (唇からロマンチカ) | Inoue Mao        | BULGE                  | 3:54 |
| 6.  | Red Soul                                    | Mori Hiromi      | Miki Watanabe          | 3:50 |
| 7.  | Paradise Paradise                           | Watanabe Natsumi | Hiroaki Hara           | 4:24 |
| 8.  | Hanabi (花火)                               | Kyo Kawahara     | Konishi Takao          | 4:46 |
| 9.  | No End Summer                               | Mizue            | Kazuhiro Hara          | 3:55 |
| 10. | Body Talker                                 | Jam              | Ôno Hiroaki            | 4:38 |
| 11. | That's Right                                | Gorô Matsui      | Takumi Ishida          | 3:45 |
| 12. | Saigo no Kotoba (最後のコトバ)              | Kenn Kato        | Miki Watanabe          | 5:21 |

| 1. | Kagi no Aru Basho (Original Short Film) (鍵のある場所 (オリジナル・ショートフィルム)) |  |